# 希爾頓 (密西西比州)
希爾頓（英語：Hilton）是位於美國密西西比州亞祖縣的鬼鎮。

## 歷史
希爾頓的郵局於1884年設立，其後於1906年停運。當地於1900年時共有人口27人，1906年則有40人。

## 地理
希爾頓所處的海拔為高於海平面105米（即344英呎），而該地所採用的時區為UTC-6，即北美中部時區（CST）。同時該地設有夏令時間，為UTC-6調快一小時，即UTC-5（CDT）。